# Libertador San Martín
Libertador San Martín é um município da província de Entre Ríos, na Argentina.